# Ettrichova vila
Ettrichova vila je eklektické honosné sídlo vybudované v roce 1873 v Jaroměři a přestavěné v roce 1903 pro Josefa Ettricha, zakladatele první české přádelny juty.

## Historie
V parkové části areálu jaroměřské továrny stála rodinná vily továrnické rodiny Ettrichových od roku 1873. V roce 1903 prošel objekt zásadní přestavbou podle architektonického návrhu Františka Plesnivého. K této rekonstrukci ale chybí dokumentace a je tak obtížné stanovit míru zásahu. Lze předpokládat, že rekonstrukce byla zaměřena především na interiér domu.
8. července 1880 vilu navštívil císař František Josef I. – tato událost je připomínána pamětní deskou ve vstupním vestibulu.
Od roku 1958 je vila kulturní památkou.
Objekt aktuálně slouží jako administrativní budova textilního závodu Juta. V roce 2000 se v interiérech natáčel film Musíme si pomáhat.

## Architektura
Vila je příkladem gesamtkunstwerku s novobarokními a secesními prvky. Jednopatrová budova stojí na obdélníkovém půdorysu. Budova je přísně symetrická, bohatě zdobená florálním i antropomorfním dekorem a mnoha sochami. Nejreprezentativněji pojatým prostorem je vstupní vestibul vily, z něhož vede dvouramenné schodiště s vitrážovým oknem. Na jižní fasádě domu je umístěn vstup do zahrady zprostředkovaný secesní verandou se skleněnou vitrážovou klenbou (tento prvek porušuje celkovou symetrii domu a lze jej tedy přisuzovat Plesnivého rekonstrukci z roku 1903).